# Talbach östlich Niesen
Talbach östlich Niesen este o arie protejată (arie specială de conservare — SAC, sit de importanță comunitară — SCI) din Germania întinsă pe o suprafață de 95,46 ha, integral pe uscat.

## Localizare
Centrul sitului Talbach östlich Niesen este situat la coordonatele 51°37′26″N 9°09′47″E / 51.6239°N 9.1631°E.

## Înființare
Situl Talbach östlich Niesen a fost declarat sit de importanță comunitară în martie 2001.

## Biodiversitate
Situată în ecoregiunea continentală, aria protejată conține 2 habitate naturale: Păduri de fag Asperulo-Fagetum, Păduri aluvionare cu Alnus glutinosa și Fraxinus excelsior (Alno-Padion, Alnion incanae, Salicion albae).
La baza desemnării sitului se află un număr nedeclarat de specii protejate.